# Muḥammad ibn Mūsā al-Khwārizmī
Abū Jaʿfar Muḥammad ibn Mūsā al-Khwārizmī (in persiano جعفر محمد بن موسی خوارزمی‎, Abu Jaʿfar Moḥammed ebn Musā Khwārezmi, in arabo ابو جعفر محمد بن موسى الخوارزمي‎?; Corasmia, 780 circa – 850 circa) è stato un matematico, astronomo e geografo persiano, conosciuto come il padre dell'algebra.
Nativo - come dice la sua nisba - della regione centroasiatica del Khwārezm (in persiano Khwārazm, l'antica Corasmia), talvolta confuso con Jaʿfar Muḥammad ibn Mūsā ibn Shākir, visse a Baghdad presso la corte del califfo al-Maʾmūn, che lo nominò responsabile della sua biblioteca, la famosa Bayt al-Ḥikma, la Casa della sapienza, di Baghdad.
Sotto la sua direzione furono tradotte in arabo molte delle principali opere matematiche del periodo greco-ellenistico, dell'antica Persia, di Babilonia e dell'India. Il cratere lunare Al-Khwarizmi è dedicato a lui. Il suo nome ha dato origine al termine algoritmo e la sua opera al termine algebra.

## L'al-Kitāb al-mukhtaṣar fī ḥisāb al-jabr wa al-muqābala
È l'autore dell'al-Kitāb al-mukhtaṣar fī ḥisāb al-jabr wa al-muqābala. Il trattato fu reperito nella penisola iberica dall'inglese Roberto di Chester, vissuto nel XII secolo, che ne tradusse una parte in latino con il titolo Liber algebrae et almucabala, dove algebrae fu la latinizzazione di al-jabr. La prima traduzione completa fu opera di Gerardo da Cremona.

## Biografia
Si conosce poco della sua vita: non è neppure certo dove al-Khwārizmī sia nato. La sua nisba fa pensare che fosse originario del Khwārezm, attiguo alla regione iraniana del Khorasan e all'incirca combaciante con le aree circostanti il lago d'Aral che sono ora conosciute come regione di Khiva e che fanno parte dell'Uzbekistan.
Lo storico analista persiano (ma arabografo) al-Ṭabarī gli attribuisce la nisba "al-Qutrabbulī", credendolo originario di Qutrabbul, una piccola città vicina a Baghdad. Ad essa aggiunse anche la nisba al-Majūsī, lasciando intendere che egli fosse un mago o un sacerdote zoroastriano. Alcuni hanno suggerito che la prefazione al suo libro sull'algebra potesse far intendere che egli fosse un musulmano ortodosso, sebbene i suoi studi di astrologia non consentano di confermare questa ipotesi. Nel Kitāb al-Fihrist (lett. "Libro dell'Indice") di Muḥammad ibn Isḥāq ibn al-Nadīm si trova una biografia di al-Khwārizmī, contenente l'elenco dei libri da lui scritti. Al-Khwārizmī portò a termine la maggior parte dei suoi lavori - tutti scritti in lingua araba - fra l'813 e l'833.
Dopo la conquista islamica delle regioni mesopotamiche e persiane, Baghdad divenne il centro degli studi scientifici e degli affari e molti mercanti e scienziati dalla lontana Cina e dall'India arrivarono in questa città, così come probabilmente fece al-Khwārizmī.

Egli visse a Baghdad come studioso presso il Bayt al-Ḥikma, la Casa della sapienza voluta dal califfo al-Maʾmūn, dove ebbe modo di dedicarsi alle ricerche, alla traduzione di manoscritti scientifici greco-ellenistici e alla stesura delle proprie opere.

## Opere

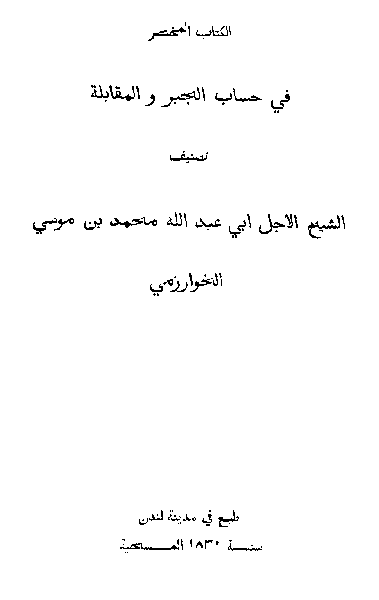
Il frontespizio da The Algebra of Mohammed ben Musa (Londra, 1831) di F. Rosen. Si noti che sul frontespizio è però stampato 1830.

I suoi maggiori contributi hanno riguardato i campi dell'algebra, della trigonometria, dell'astronomia/astrologia, della geografia e della cartografia. Il suo approccio sistematico e logico nel risolvere le equazioni lineari e di secondo grado diedero forma alla disciplina dell'algebra; questo stesso vocabolo è derivato dal nome del suo libro al-Kitāb al-mukhtaṣar fī ḥisāb al-jabr wa l-muqābala (Arabo الكتاب المختصر في حساب الجبر والمقابلة), scritto verso l'825 e tradotto in latino nel XII secolo con il titolo “Algoritmi de numero Indorum”, forse la prima opera completa sul sistema di numerazione indiano. Si deve ad esso la diffusione del sistema di numerazione indo-arabico nel Vicino e Medio Oriente e successivamente in Europa.
Al-Khwārizmī sistematizzò e corresse i dati geografici di Tolomeo relativi all'Africa e al Vicino Oriente. Un altro suo testo molto importante è stato il Kitāb surat al-ard ("Libro sulla forma della Terra", tradotto come Geografia), che presenta le coordinate di località della parte del mondo conosciuta e in particolare di quelle citate dall'opera geografica di Tolomeo, ma con valori migliorati per quanto riguarda la lunghezza del Mar Mediterraneo e l'ubicazione di alcune città in Asia e in Africa.
Egli contribuì inoltre alla realizzazione di una carta geografica del mondo per il Califfo al-Maʾmūn e partecipò al progetto per la determinazione della circonferenza della Terra, supervisionando il lavoro di 70 geografi impegnati a realizzare una mappa del “Mondo conosciuto” a quel momento.

### Algebra

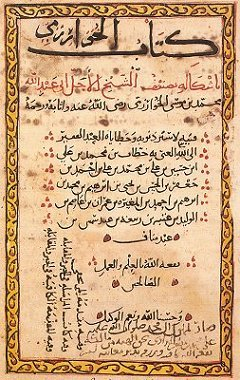
Una pagina dall'Algebra di al-Khwārizmī

L'al-Kitāb al-mukhtaṣar fī ḥisāb al-jabr wa al-muqābala (Al-Jabr), è un libro di matematica da lui scritto verso l'820.

Il libro amplia il lavoro sulle equazioni algebriche del matematico indiano Brahmagupta e del matematico ellenistico Diofanto di Alessandria. Girolamo Cardano, nella sua Ars Magna, lo ritiene il creatore dell'algebra, poiché l'Aritmetica di Diofanto (III-IV secolo) fu scoperta solo in seguito. Oggi sappiamo tuttavia che l'inizio dell'algebra si può far risalire al II millennio a.C. con la matematica babilonese e quella egiziana. Ciò non toglie importanza al lavoro di al-Khwārizmī, il quale raccolse materiale da tradizioni differenti (greca, indiana e siriaco-mesopotamica) e compilò un trattato dotato di sistematicità che divenne un punto di riferimento per lo sviluppo dell'algebra moderna.
La parola "algebra" deriva dall'arabo الجبر, al-jabr, che significa "ripristinare" o "completare", una delle due operazioni usate per risolvere le equazioni di secondo grado, come descritto nel suo libro.
Il libro Algoritmi de numero Indorum, traduzione latina di uno dei suoi più importanti studi sul sistema di numerazione indiano, introdusse la notazione posizionale e il numero zero nel mondo occidentale nel XII secolo. La parola algoritmo e la sua variante meno usata algorismo derivano da Algoritmi, la latinizzazione del suo nome.
Normalmente l'algebra viene associata alla notazione simbolica e sintetica dell'algebra moderna, in realtà l'algebra si è sviluppata all'interno della speculazione della matematica islamica e, per molto tempo, nella matematica dell'Europa medioevale in una forma detta algebra retorica in cui le espressioni erano descritte con lunghi giri di parole. Per esempio, per descrivere l'equazione x2+10x=39, al-Khwārizmī usa una espressione equivalente a: "il quadrato e dieci radici dello stesso danno come somma trentanove unità".
La conoscenza del lavoro di al-Khwārizmī è dovuta alla traduzione parziale di Roberto di Chester a Segovia, nel 1145, in latino, intitolata Liber algebrae et almucabala e quella successiva, ma completa, di Gerardo da Cremona.
Il metodo di al-Khwārizmī per risolvere equazioni lineari e di 2º grado si basa principalmente nel ridurre l'equazione a uno dei sei tipi proposti (dove a, b e c sono interi positivi):
- quadrato uguale alla radice (ax2 = bx)
- quadrato uguale a un numero (ax2 = c)
- radice uguale a un numero (bx = c)
- quadrato più radice uguale a un numero (ax2 + bx = c)
- quadrato più numero uguale radice (ax2 + c = bx)
- radice più numero uguale quadrato (bx + c = ax2)

Il metodo è basato sulle due operazioni al-jabr ("completamento") e al-muqābala ("bilanciamento" o "semplificazione"). Al-jabr è il procedimento utilizzato per rimuovere i numeri negativi, le radici e i quadrati aggiungendo la stessa quantità a entrambi i membri dell'equazione. Per esempio, x2 = 40x - 4x2 è ridotto a 5x2 = 40x. Al-muqābala è il procedimento utilizzato per portare le quantità dello stesso segno dallo stesso membro dell'equazione. Per esempio, x2+14 = x+5 si riduce a x2+9 = x.

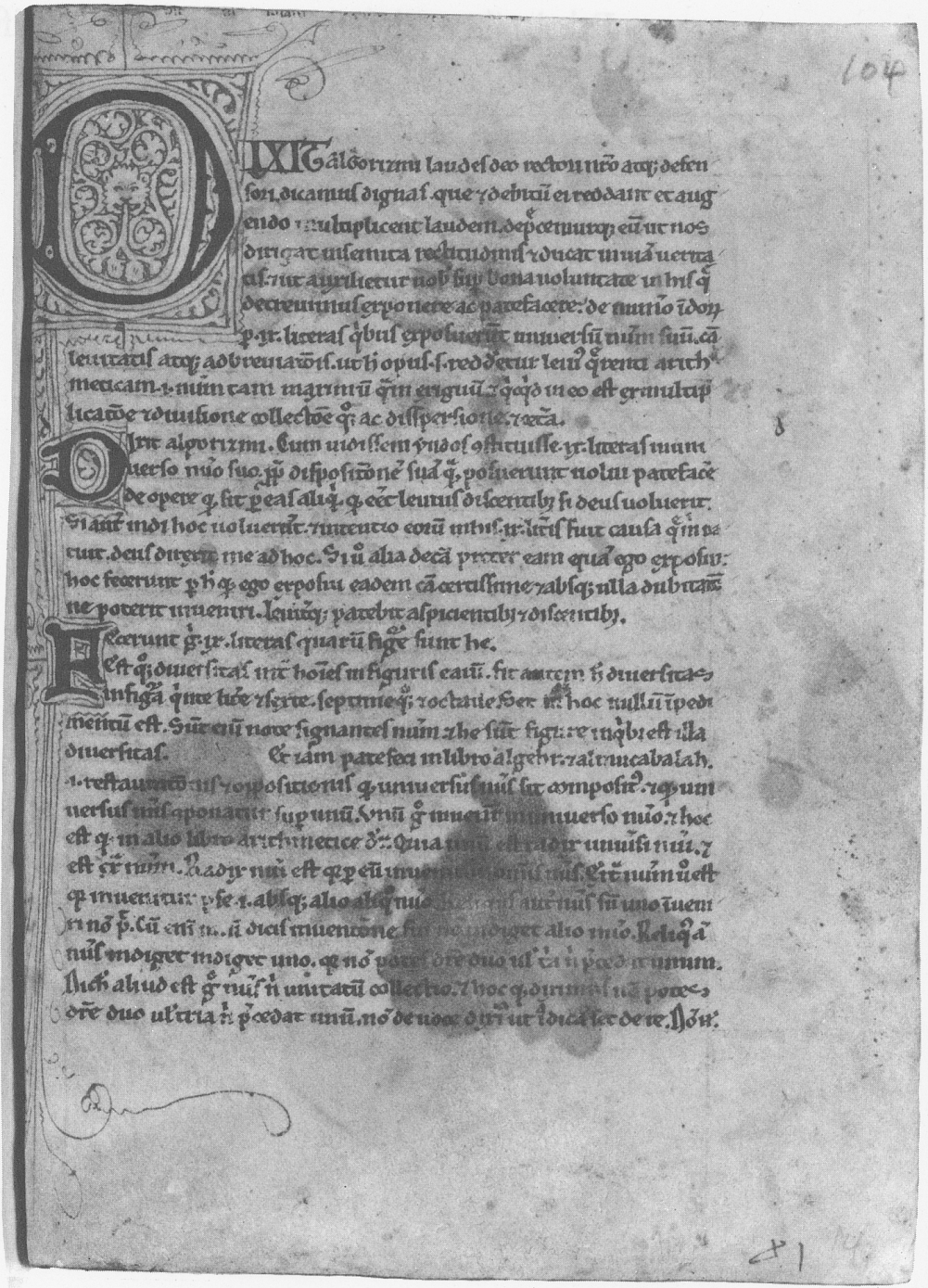
Pagina tratta da Algoritmi de numero Indorum, traduzione latina che inizia con le parole "Dixit Algorizmi".

### Aritmetica
Il testo chiamato Algoritmi de numero Indorum ("al-Khwārizmī sui numeri indiani") è sopravvissuto in una traduzione latina, ma di esso si è perso l'originale in arabo. La traduzione in latino fu ultimata nel gennaio del 1126 da Adelardo di Bath e Giovanni di Siviglia, che tradussero inoltre le tabelle astronomiche. Il titolo originale in arabo era probabilmente Kitāb al-Jamʿ wa al-tafrīq bi-ḥisāb al-Hind. ("Libro sull'addizione e la sottrazione secondo il sistema di calcolo indiano").

### Geografia
Il terzo importante studio di al-Khwārizmī è intitolato Kitāb ṣūrat al-arḍ (in arabo كتاب صورة الأرض‎?, "Libro sulla forma della Terra", spesso tradotto in inglese come Geography), terminato nell'833. È una versione rivista e completata della Geografia di Tolomeo e consiste in un elenco di 2402 coordinate di città e altre caratteristiche geografiche preceduto da un'introduzione generale.

Il mappamondo di al-Khwārizmī ricostruito dall'elenco delle coordinate. Parte dell'Europa manca in questa mappa perché quei dati sono al momento disponibili soltanto in arabo, al di là delle competenze dell'estensore

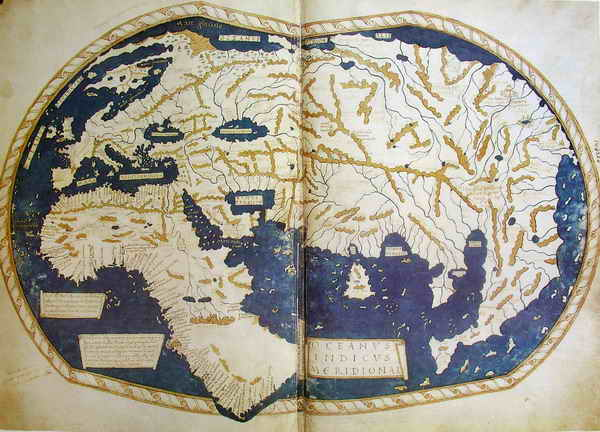
La mappa geografica del mondo di Henricus Martellus come comparazione evidenzia come il mondo in questa mappa sia a forma di drago, dove la testa del drago è l'Europa. Analogamente sulla mappa di al-Khwārizmī la coda del drago parrebbe rappresentare il Sud America, mentre l'area nord-orientale della Terra è la Cina.

Del Kitāb ṣūrat al-arḍ è sopravvissuta solo una copia, conservata nella Biblioteca dell'Università di Strasburgo. Una traduzione latina è conservata nella Biblioteca Nazionale di Spagna a Madrid e il suo titolo completo è "Libro sulla comparsa della Terra, con le sue città, montagne, mari, tutte le isole ed i fiumi, scritto da Abū Jaʿfar Muhammad ibn Mūsā al-Khwārizmī, secondo il trattato geografico scritto da Tolomeo il Claudiano".
Il libro inizia con un elenco di latitudini e longitudini, a seconda delle "fasce climatiche", vale a dire in blocchi di latitudini e, in ogni fascia climatica, per longitudini. Paul Gallez evidenzia questo eccellente sistema che ci permette di dedurre molte latitudini e longitudini, anche se il documento in nostro possesso è così in cattivo stato da renderlo quasi illeggibile.
Sia la copia in arabo sia la traduzione in latino non includono la stessa mappa del mondo, Hubert Daunicht è stato in grado di ricostruire la mappa mancante partendo dalle coordinate: Daunicht lesse le latitudini e le longitudini dei tratti costieri nel manoscritto o li dedusse dal contesto quando esse risultavano illeggibili. Trasferì i punti su carta millimetrata e, collegandoli con linee rette, ottenne un'approssimazione del contorno costiero presente nella mappa originale. Fece quindi lo stesso lavoro per i fiumi e le città.
Una delle correzioni fatta da al-Khwārizmī degli studi di Tolomeo fu la riduzione della latitudine del Mediterraneo da 62 a 52 gradi, quando essa ammonta effettivamente a soli 42 gradi. Lo studioso scelse per lo stesso meridiano Zero, come Tolomeo, le Canarie. L'ammontare delle terre disabitate si estende sopra i 180º. 
La maggior parte dei toponimi usati da al-Khwārizmī combacia con quelli di Tolomeo, Martellus e Behaim. È la stessa la forma generale della linea costiera fra Taprobane e Cattigara. La costa atlantica della Coda del Drago, che non esiste sulla mappa di Tolomeo, è tracciata con pochi dettagli sulla mappa di al-Khwārizmī, mentre è chiara e precisa sulla mappa di Martellus e nella versione successiva di Behaim.

### Astronomia

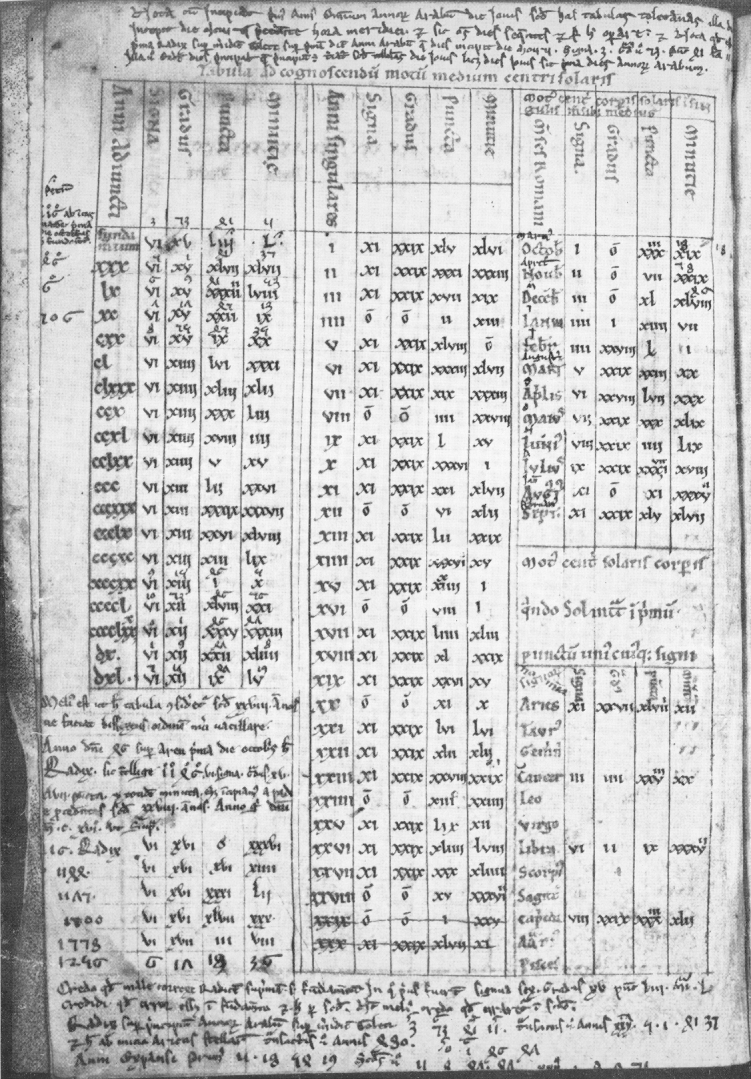
Una pagina del MS 283 conservato nel Corpus Christi College dell'Università di Oxford.

L'ultimo importante lavoro di al-Khwārizmī è lo Zij al-Sindhind (o Tavole indiane), concernente le tavole astronomiche che si basano su un certo numero di fonti greco-ellenistiche, indiane e persiane. Esse includono una tavola trigonometrica di valori del seno, il cui termine latino sinus è la traduzione dell'arabo jayb, ovvero "tasca", "concavità" o "sinuosità". In realtà si trattò di un curioso fraintendimento da parte di Adelardo di Bath e di Gerardo da Cremona del termine sanscrito gīva (che significa "arco di cerchio"). Nella lingua araba - che non ha il suono "v" - la parola è scritta gīb ma, scritta, essa può essere letta "jayb". Da qui l'equivoco, destinato a perdurare nel tempo.
Produsse anche strumenti astronomici come l'astrolabio e la meridiana. A lui sono anche dovute una serie di tavole astronomiche, di elaborazione antico-persiana, che resteranno in uso per quasi cinque secoli. Fu l'inventore del quadrato delle ombre detto anche "scala altimetrica", strumento da associare all'astrolabio per misurare altezze e distanze.

### Altre opere
Al-Khwārizmī ha scritto numerose altre opere, compresa la Risāla fī istikhrāj taʾrīkh al-Yahūd, sul calendario ebraico, così come un'opera sull'utilizzo e la costruzione di un astrolabio. Ibn al-Nadim nel suo Kitāb al-Fihrist (una bibliografia di libri in arabo) accenna a un Kitāb al-rukhāma (il libro sulla meridiana) e a un Kitāb al-taʾrīkh (Libro sulla storia), ma queste opere non sono giunte fino a noi.